# Görel Crona
Görel Crona est une actrice suédoise née le 26 août 1959 à Stockholm.

## Biographie
Elle a été mariée à Rafael Edholm de 1995 à 2006, avant de divorcer, ils ont eu un enfant ensemble.

## Filmographie

### Actrice

#### Cinéma
- 1979 : Kristoffers hus : Party Invité (non crédité)
- 1991 : Un paradiso senza biliardo : Eva
- 1992 : Bel été pour Fanny : Anna-Lisa Zetterberg
- 2000 : Järngänget : Stina
- 2004 : Komplett galen : The director
- 2006 : Göta kanal 2 - Kanalkampen : Slussvaktarfru
- 2009 : Psalm 21 : Ajna
- 2013 : Fröken Julie : Johanna
- 2014 : Kärlek deluxe : Catharina

#### Courts-métrages
- 1992 : Påklädningen

#### Télévision
Séries télévisées
- 1987-1988 : Varuhuset : Ylva
- 1990 : Apelsinmannen : Birgitta
- 1990 : Den svarta cirkeln : Punktjej
- 1991 : Barnens Detektivbyrå : Gloria
- 1991 : Tack för Kaffet : Comedian (1991)
- 1992 : En komikers uppväxt : Jenny
- 1995 : Den täta elden : Pia-Lena
- 1995 : Svarta skallar och vita nätter : Berit
- 1996-1997 : Anna Holt - polis : Carina Olsson
- 1997 : En fyra för tre : Veronica
- 1997 : OP7 : Chief doctor
- 1998 : Detta har hänt : Annika Broberg
- 1999 : Nya tider : Ulrika Lindberg (2001-)
- 2000 : Fem gånger Storm : Kerstin Carlsson
- 2004 : Hem till Midgård : Rakel
- 2007 : Playa del Sol : Mamman
- 2010-2011 : Drottningoffret : Anita
- 2016 : Spring Tide : Jackie Berglund

Téléfilms
- 1989 : Det svänger på varuhuset : Ylva
- 1991 : Facklorna : Postal clerk
- 1995 : Jeppe på berget : Lise

### Réalisatrice

#### Cinéma
- 2011 : Tysta leken
- 2013 : Cayuco

### Scénariste

#### Cinéma
- 2011 : Tysta leken

### Parolière

#### Télévision
Séries télévisées
- 2007 : Playa del Sol